# 安野村 (福岡県)
安野村（やすのむら）は、福岡県朝倉郡にあった村。現在の朝倉郡筑前町の一部。

## 地理
宝満川支流の草場川、曽根田川の両下流域に位置していた。

## 歴史

### 沿革
- 1889年（明治22年）4月1日 - 町村制の施行により、夜須郡東小田村、四三島村、下高場村、篠隈村が合併して村制施行し、安野村が発足[1][2]。
- 1896年（明治29年）4月1日 - 郡の統合により朝倉郡に所属[1][3]。
- 1908年（明治41年）3月20日 - 朝倉郡三根村、中津屋村、安野村と合併し、夜須村を新設して廃止された[1][2]

### 地名の由来
『万葉集』大伴旅人作「君がため醸みし待酒安の野にひとりや飲まむ友なしにして」の「安の野」によるものか。